# 瓦爾特·馮·勒男爵

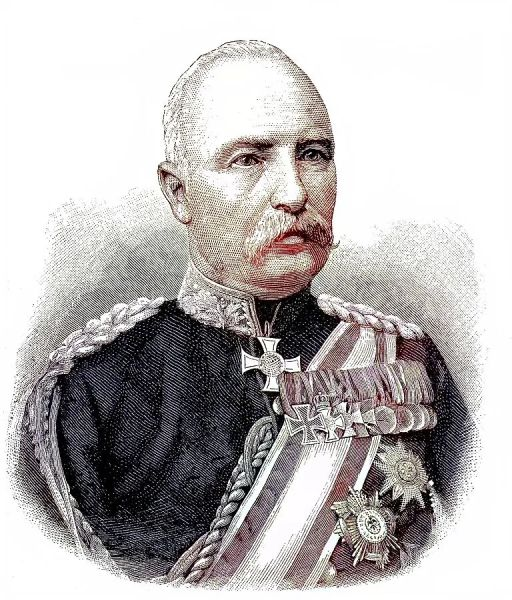
瓦爾特·馮·勒男爵

弗里德里希·卡爾·沃爾特·德根哈德·馮·勒男爵（德語：Friedrich Karl Walter Degenhard Freiherr von Loë，1828年9月9日-1908年7月6日）是一名普魯士軍官和貴族。勒是為數不多的在普魯士和德意志帝國軍隊中達到陸軍元帥軍銜的羅馬天主教徒。
沃爾特於1828年9月9日出生於普魯士萊茵省亨內夫的阿勒納城堡（SchlossAllner），父親是普魯士皇家宮廷管家兼萊茵省萊茵-錫格郡首席行政官馬克西米利安·馮·洛埃男爵（1801-1850）。勒家族是一個古老的威斯特伐利亞天主教貴族家族，1629年晉升為神聖羅馬帝國男爵。沃爾特有兩個弟弟：恩格爾伯特（1833-1904）和奧托（1835-1892），他們後來都成為了德意志帝國議會的成員。
勒在他年輕時在貝德堡的Ritterakademie接受教育直到1845年，他在軍隊中服役了一年並被轉移到預備隊。從學院畢業後，他就讀於波恩大學。然而勒並沒有在這所大學待太久，因為與丹麥的戰爭因邊界爭端而爆發，即所謂的石勒蘇益格-荷爾斯泰因問題。位於丹麥邊境的石勒蘇益格和荷爾斯泰因公國被普魯士和丹麥聲稱擁有。當德國石勒蘇益格-荷爾斯泰因州叛亂時，普魯士和其他德國國家派兵介入。勒在衝突期間擔任德國騎兵中尉，最終轉入普魯士第3輕騎兵團。
1851年與丹麥的戰爭以一項協議結束，即1852年的倫敦議定書，允許丹麥人保留石勒蘇益格-荷爾斯泰因。然而，勒留在軍隊中，在成為普魯士陸軍騎術學校的副官之前與巴登的叛軍作戰。到1861年成為少校後，勒成為普魯士國王威廉一世的副官，並以此身份服務了一年，在此期間他陪同國王的兄弟阿爾伯特親王前往高加索地區。1863年，勒被任命為駐阿爾及利亞法軍的武官；在北非期間，他參加了法國反對阿拉伯叛軍的運動。
回到普魯士後，勒被調往陸軍總司令部，參加了柯尼格拉茨戰役。1867年晉升中校，1868年晉升上校，在普法戰爭期間指揮第七驃騎兵團，此後德國在威廉統一後成為德意誌全民族的皇帝。勒的部隊在戰爭中表現令人滿意，他晉升為旅長。擔任指揮和參謀職務的勒——繼承了他父親的男爵頭銜——升任少將，然後升任中將。他於1879年成為第5師師長，並於1880年至1884年擔任普魯士副將，之後他被任命為第8軍團的指揮官。
1893年2月，勒作為德國與羅馬教廷的聯絡人被派往羅馬，與教皇利奧十三世會面。在他成功完成這項外交任務後，勒被任命為騎兵上校。在負責騎兵部隊兩年後，他於1905年1月1日晉升為陸軍元帥，成為在新教主導的普魯士軍隊服役後獲得這一最高軍銜的少數天主教徒之一。此外，勒被任命為邊防區的總司令（Oberbefehlshaber in den Marken）和柏林總督。